# Seclin

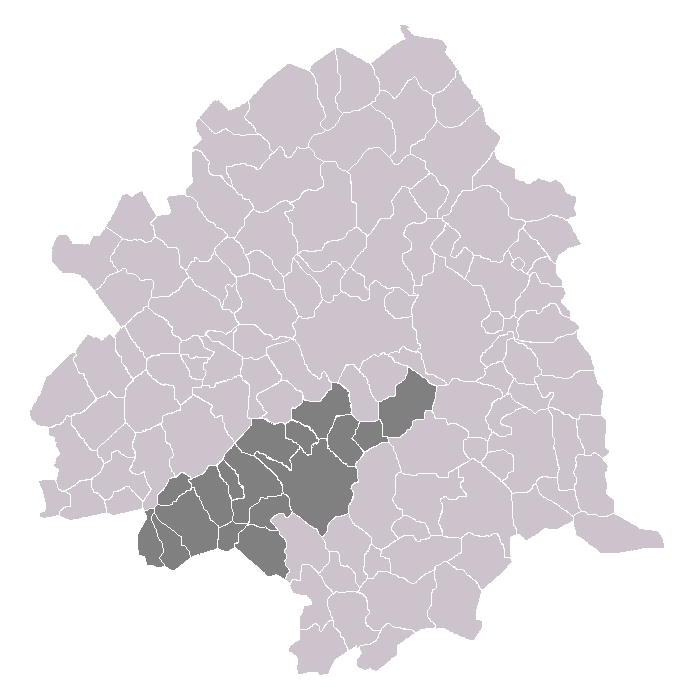
Ubicació de Seclin dins el canto i el districte

Seclin és un municipi francès, situat a la regió dels Alts de França, al departament del Nord. L'any 2006 tenia 12.219 habitants. Limita al nord-oest amb Noyelles-lès-Seclin i Houplin-Ancoisne, al nord amb Wattignies, al nord-est amb Templemars, a l'oest amb Gondecourt, a l'est amb Avelin, al sud-oest amb Chemy, al sud amb Phalempin i Carvin i al sud-est amb Attiches.

## Demografia
| Evolució de la població Ehess i INSEE |       |       |       |       |       |       |       |       |
| 1793                                  | 1800  | 1806  | 1821  | 1831  | 1836  | 1841  | 1846  | 1851  |
| 2 291                                 | 2 503 | 2 585 | 2 639 | 2 829 | 2 954 | 3 086 | 3 240 | 3 341 |

| 1856  | 1861  | 1866  | 1872  | 1876  | 1881  | 1886  | 1891  | 1896  |
| ----- | ----- | ----- | ----- | ----- | ----- | ----- | ----- | ----- |
| 3 667 | 3 978 | 4 923 | 5 055 | 5 022 | 5 379 | 5 858 | 6 141 | 6 245 |

| 1901  | 1906  | 1911  | 1921  | 1926  | 1931  | 1936  | 1946  | 1954  |
| ----- | ----- | ----- | ----- | ----- | ----- | ----- | ----- | ----- |
| 6 823 | 6 982 | 7 388 | 7 344 | 7 956 | 8 079 | 8 278 | 8 021 | 8 451 |

| 1962  | 1968  | 1975  | 1982   | 1990   | 1999   | 2006 | 2011 | 2016 |
| ----- | ----- | ----- | ------ | ------ | ------ | ---- | ---- | ---- |
| 9 424 | 9 372 | 9 924 | 13 056 | 12 281 | 12 089 | -    | -    | -    |

| 2019 | - | - | - | - | - | - | - | - |
| ---- | - | - | - | - | - | - | - | - |
| -    | - | - | - | - | - | - | - | - |

## Administració
| Període   | Identitat          | Partit |
| --------- | ------------------ | ------ |
| 1935-1945 | Ernest Assens      |        |
| 1945-1966 | Paul Durot         | PCF    |
| 1966-1980 | Adolphe Dutoit     | PCF    |
| 1980-1991 | Jean Demailly      | PCF    |
| 1991-2004 | Jean-Claude Willem | PCF    |
| 2004-     | Bernard Debreu     | PCF    |

## Agermanament
- Apolda
- Meguet
- Zabrze
- Larkhall